# Rue Désiré-Colombe
La rue Désiré-Colombe est une voie publique de Nantes, en France.

## Situation et accès
Située dans le Centre-ville de Nantes, la rue de la Rosière-d'Artois, qui relie la rue de la Rosière-d'Artois à la rue Arsène-Leloup, est bitumée et ouverte à la circulation automobile. Sur son tracé, elle rencontre successivement la place Eugène-Livet et le passage Eugène-Livet.

## Origine du nom
La voie doit son nom à un militant syndicaliste, Jules Désiré Colombe (1859-1902), premier secrétaire de la bourse du travail de Nantes.

## Historique
En 1826, la rue est encore une partie de propriétés privées, dont celle d'un certain Guimberteau, qui signale officiellement à la mairie de l'époque que le terrain n'est pas propriété publique.
L'artère est appelée tout d'abord « rue Guimberteau », du nom du propriétaire d'une tenue maraîchère sur laquelle la voie est tracée. La rue apparaît, sur un plan de 1836, sous le nom de « rue des Coulées », son nom étant « officiellement » « Petite rue des Coulées ». Baptisée « rue Sainte-Marie » le 27 octobre 1837, 
En 1862-1863, la rue devient voie publique dans son intégralité.
En 1864, Eugène Livet acquiert des locaux et un jardin au nos 4 et 6 de la rue, afin d'y aménager une extension de son école de formation professionnelle, installée rue de la Verrerie. Le nombre d'élèves croissant sans cesse, en 1869, un nouveau bâtiment est construit. L'établissement, devenu public après son acquisition par l'État en 1898, quitte la rue Sainte-Marie pour la rue Saint-Donatien (actuelle rue Dufour) en 1910, où se situe toujours le lycée Eugène-Livet.
En 1911, la mairie vote le budget d'un projet d'acquisition de l'ancienne école Livet et de la construction de bâtiment rue Arsène-Leloup et rue Sainte-Marie, afin d'accueillir le conseil de prud'hommes, la justice de paix cantonale (6e et 7e cantons de Nantes), des sociétés de secours mutuel et la bourse du travail. Les plans sont établis en 1912 mais, retardé par les conséquences de la Première Guerre mondiale, l'ensemble du projet n'est achevé qu'en 1921.
Le nom de « rue Désiré-Colombe » est entériné après délibération du conseil municipal, le 30 décembre 1918.
Par la suite, les locaux de la rue Désiré-Colombe accueillent des organisations syndicales et le Centre de documentation du mouvement ouvrier et du travail (CDMOT), jusqu'à leur transfert dans les locaux de l'ancienne gare de l'État transformée en « maison des syndicats » en 2001 pour les premières, et à la Maison des Hommes et des Techniques pour le CDMOT (devenu depuis le « Centre d'histoire du travail »).
En 2013, la rue donne son nom au « site Désiré-colombe », qui fait l'objet d'un projet de réaménagement ayant pour but une opération immobilière incluant la réhabilitation du patrimoine de Nantes dans ce secteur. Les travaux ont commencé en 2015, le site a été ouvert au public en 2019.

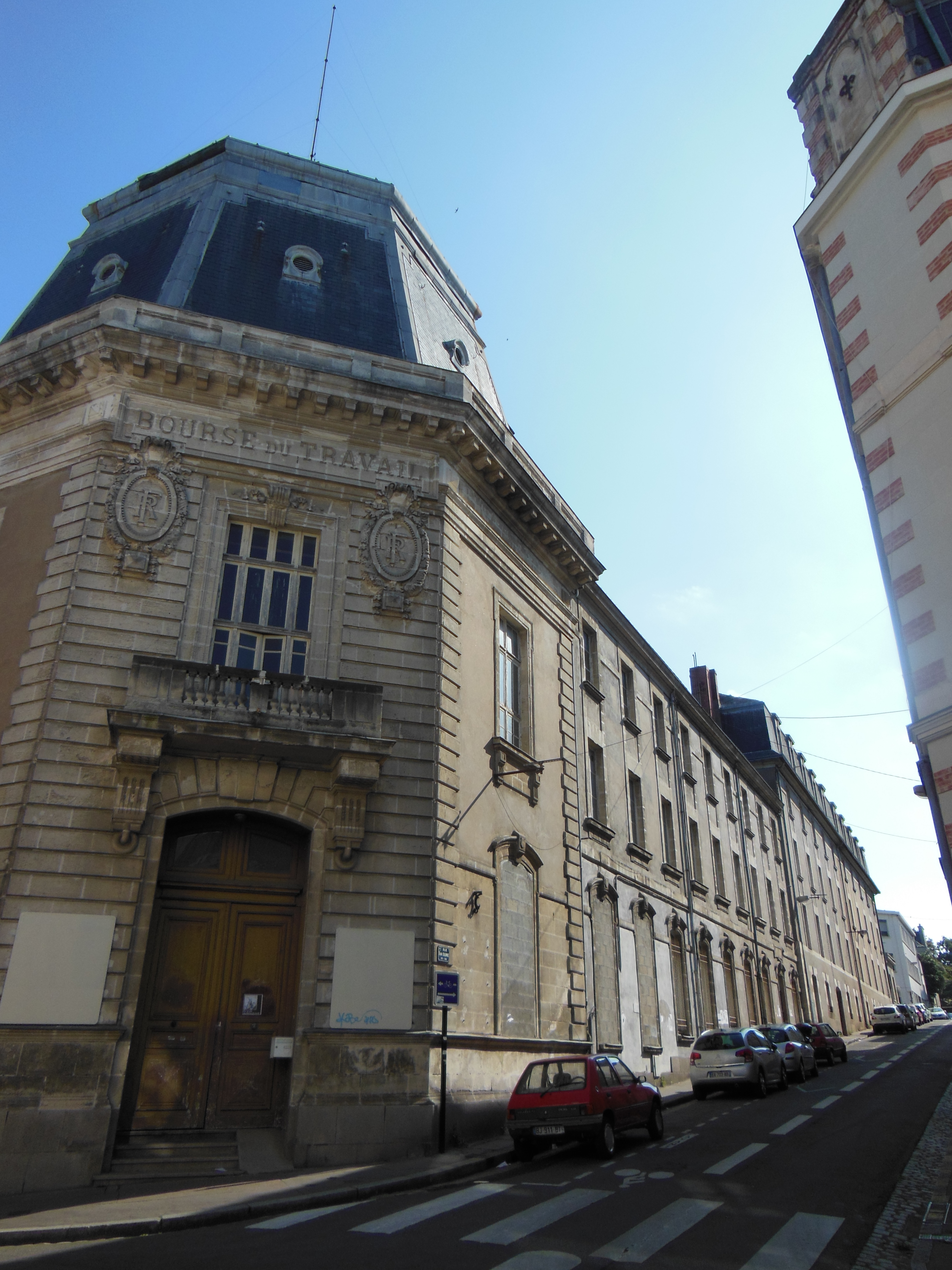
La Bourse du Travail, à l'angle de la rue Arsène-Leloup et Désiré-Colombe
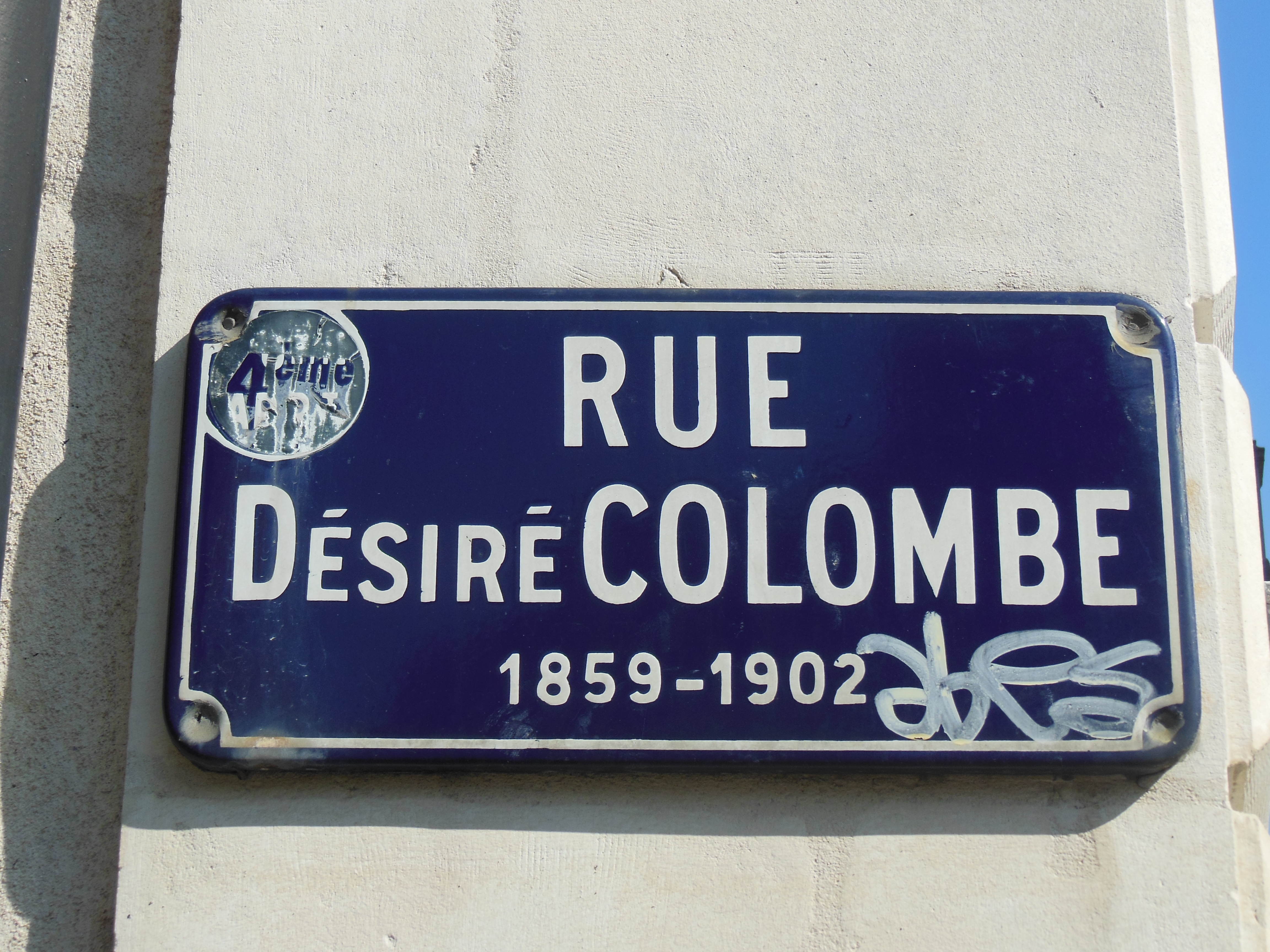
Panneau

## Voies secondaires

### Passage Eugène-Livet
Ce passage qui débouche sous un porche donnant la rue Désiré-Colombe (au niveau de place Eugène-Livet) rejoint le jardin Say. Ce nom lui été attribué lors de la séance du conseil municipal du 6 octobre 1917.

## Coordonnées des lieux mentionnés
1. ↑  Passage Eugène-Livet : 47° 12′ 44″ N, 1° 34′ 05″ O